# Je pense à elle, elle pense à moi - L'Amour en France
Albums de Alain Chamfort
Mariage à l'essai
(1976)
Je pense à elle, elle pense à moi - L'Amour en France est le premier album studio d'Alain Chamfort sorti en 1973 chez Flèche.
Cet album regroupe sept des huit titres parus sur les 45 tours qu'Alain Chamfort a sorti sur le label Flèche en 1972 et 1973 (la huitième chanson, Le train de Moscou, soit la face B de Dans les ruisseaux est écartée), plus cinq nouvelles chansons. Sorti au départ sans titre (Je pense à elle, elle pense à moi - L'Amour en France étant écrit sur la pochette à titre d'exemple), l'album est renommé L'Amour en France dans l'intégrale et enrichi de 8 titres.

## Titres
| No  | Titre                                 | Durée |
| --- | ------------------------------------- | ----- |
| 1.  | Je pense à elle, elle pense à moi     |       |
| 2.  | Ma leçon d'amour                      |       |
| 3.  | Un enfant sans histoire               |       |
| 4.  | Dans les ruisseaux                    |       |
| 5.  | Je t'appelle Mélancolie               |       |
| 6.  | Signe de vie, signe d'amour           |       |
| 7.  | L'Amour en France                     |       |
| 8.  | L'amour en stationnement              |       |
| 9.  | Je m'ennuie de toi                    |       |
| 10. | Adresse inconnue, retour à l'envoyeur |       |
| 11. | Quand cette fille me regarde          |       |
| 12. | L'amour n'est pas une chanson         |       |